# JEdit
jEdit é um editor de textos para programadores disponível sob a GNU General Public License. jEdit é escrito em Java e funciona no Windows, Linux, Mac OS X e em vários outros sistemas operacionais. Existem dezenas de plug-ins para várias áreas de atuação. O destaque da sintaxe é suportado nativamente para mais de 130 formatos de arquivos (suporte para formatos adicionais pode ser inserido manualmente usando arquivos XML). jEdit suporta UTF-8 e muitas outras codificações.
jEdit é altamente configurável e pode ser estendido com macros escritos em BeanShell, Jython, JavaScript e outras linguagens.
O autor fundador do jEdit foi Slava Pestov, o qual deixou atualmente o desenvolvimento para a comunidade. O editor está em desenvolvimento desde 1998.